# Nils Johan August Lagergren
Nils Johan August (N. J. A.) Lagergren, född den 16 juli 1843 i Bellö församling i Småland, död den 12 juli 1915 på Smedjebacken i Visby på Gotland, var en svensk fotograf.
Lagergren kom till Visby i unga år och började arbeta som snickaremen etablerade i maj 1864 sin egen fotoateljé på Skeppargatan 28 i Visby. Han drev också verksamhet på Skeppargatan 13 och Slottsbacken i Visby. Han hade dessutom filialer i Klintehamn och i Slite på 1880-talet. År 1904 överlät han sin affär till den något yngre fotografen K. J. A. Gardsten och samarbetet fortsatte även när deras fotoateljéer arkiverades på Riksarkivet. Lagergren är gravsatt på Södra kyrkogården i Visby.